# Серемаш
Серемаш (рум. Sărămaș) — село у повіті Ковасна в Румунії. Входить до складу комуни Баркань.
Село розташоване на відстані 140 км на північ від Бухареста, 26 км на південний схід від Сфинту-Георге, 34 км на схід від Брашова.

## Населення
За даними перепису населення 2002 року у селі проживали 692 особи, з них 690 осіб (99,7%) румунів. Рідною мовою 690 осіб (99,7%) назвали румунську.